# Dion Glover
Micaiah Diondae "Dion" Glover (Marietta, Georgia, 22 de octubre de 1978) es un entrenador y exjugador estadounidense de baloncesto que militó en la NBA desde 1999 hasta 2004. Con 1,96 metros de estatura jugaba en la posición de escolta.Tras su retiro, se desempeñó como entrenador asistente en los Grand Rapids Drive de la NBA D-League desde 2014 hasta 2019.

## Carrera

### Universidad
Dion estuvo en Cedar Grove High School, en Decatur, Georgia, donde fue incluido en el Mejor Quinteto All-America por Parade Magazine y jugó el McDonald's All-American Game.
Glover solo pasó una temporada en la NCAA, en la Universidad de Georgia Tech, donde promedió con los Yellow Jackets en la campaña 1997-98 18,4 puntos, 5 rebotes y 2,6 asistencias. Fue incluido en el Mejor Quinteto Freshman de la Atlantic Coast Conference y honorable mención All-ACC. Se perdió su 2ª temporada por una lesión en la rodilla izquierda, y aun así, fue elegido en el draft siguiente.
Sus 608 puntos son la tercera mejor marca de anotación de un freshman en Georgia Tech, solo por detrás de Kenny Anderson (721 en la 1989-90) and Stephon Marbury (679 en la 1995-96).

### NBA
Glover fue elegido por Atlanta Hawks en el puesto 20 de 1.ª ronda del Draft de la NBA de 1999. Sus 4 primeras temporadas las pasó con los Hawks, donde promedió 6.5 puntos como novato. En su periplo en Atlanta firmó 7.7 puntos de media, con 10,1 puntos y 4,3 rebotes en su mejor temporada en la 2003-04. Esa misma campaña solo jugaría hasta febrero con los Hawks puesto que sería cortado y fichado por Toronto Raptors, con los que promedió 9 puntos y 3,9 rebotes. 
Fue fichado por el Ülkerspor de la Basketbol Süper Ligi de Turquía en el verano de 2004, pero en febrero de 2005 fue desafectado del equipo por su bajo rendimiento. Un mes después se unió a los San Antonio Spurs, jugando 7 partidos en el tramo final de la temporada 2004-05.
Disputó en el verano de 2005 la NBA Summer League con los Houston Rockets, donde promedió 18,8 puntos, 5,8 rebotes y 4,2 asistencias en 5 encuentros, por lo que fue contratado por la franquicia. Sin embargo en diciembre de ese año fue cortado de la plantilla, sin llegar a jugar ni un partido oficial con los Rockets.
Continuó su carrera en el Líbano (Champville SC y Al-Riyadi Beirut) y en República Dominicana (Pueblo Nuevo y Naco), registrando también un paso fugaz por el Bakersfield Jam de la NBA Development League en febrero de 2007, donde estuvo 10 días y dejó el equipo sin haber jugado ni un minuto oficial.
Su última experiencia como profesional fue en la Liga Profesional de Baloncesto de Venezuela con los Gaiteros del Zulia durante marzo de 2008, siendo sustituido al mes siguiente por el dominicano Alberto Ozuna.
Tras su retiro se desempeñó como entrenador asistente del Grand Rapids Drive de la NBA D-League y jugó en el BIG3 como miembro de los equipos Trilogy y Bivouac.  

## Selección nacional
Glover fue parte de la selección de baloncesto de Estados Unidos que obtuvo la medalla de oro en los Goodwill Games de 1998. 

## Estadísticas de su carrera en la NBA

### Temporada regular
| Temporada | Edad | Equipo            | Liga | P   | TIT | MIN  | TC  | TCA | %TC  | 3P  | 3PA | %3P  | TL  | TLA | %TL  | R.OF. | R.DEF. | REB | ASIS | ROB | TAP | PER | FP  | PTS  |
| 1999-00   | 21   | Atlanta Hawks     | NBA  | 30  | 1   | 14.9 | 2.2 | 5.7 | .386 | 0.4 | 1.5 | .267 | 1.7 | 2.3 | .729 | 0.5   | 0.8    | 1.3 | 0.9  | 0.5 | 0.1 | 0.9 | 0.9 | 6.5  |
| 2000-01   | 22   | Atlanta Hawks     | NBA  | 57  | 7   | 16.3 | 2.5 | 5.9 | .420 | 0.2 | 0.8 | .196 | 0.8 | 1.2 | .681 | 0.7   | 1.6    | 2.3 | 1.2  | 0.9 | 0.2 | 0.9 | 1.6 | 5.9  |
| 2001-02   | 23   | Atlanta Hawks     | NBA  | 55  | 25  | 21.0 | 3.5 | 8.3 | .421 | 0.5 | 1.7 | .330 | 1.4 | 1.9 | .757 | 0.7   | 2.4    | 3.1 | 1.5  | 0.8 | 0.3 | 1.4 | 1.6 | 8.9  |
| 2002-03   | 24   | Atlanta Hawks     | NBA  | 76  | 42  | 24.9 | 3.6 | 8.5 | .427 | 0.7 | 2.1 | .354 | 1.7 | 2.1 | .784 | 0.8   | 2.9    | 3.7 | 1.9  | 0.9 | 0.2 | 1.4 | 1.9 | 9.7  |
| 2003-04   | 25   | TOTAL             | NBA  | 69  | 30  | 23.8 | 3.3 | 8.5 | .390 | 0.6 | 1.7 | .336 | 1.7 | 2.3 | .769 | 0.8   | 3.0    | 3.9 | 1.9  | 0.7 | 0.3 | 1.5 | 1.8 | 9.0  |
| 2003-04   | 25   | Atlanta Hawks     | NBA  | 55  | 26  | 26.6 | 3.7 | 9.5 | .391 | 0.7 | 1.9 | .343 | 2.0 | 2.6 | .775 | 1.0   | 3.3    | 4.3 | 2.1  | 0.7 | 0.3 | 1.5 | 1.9 | 10.1 |
| 2003-04   | 25   | Toronto Raptors   | NBA  | 14  | 4   | 12.7 | 1.8 | 4.6 | .385 | 0.3 | 1.0 | .286 | 0.7 | 1.0 | .714 | 0.3   | 1.8    | 2.1 | 1.1  | 0.7 | 0.1 | 1.4 | 1.2 | 4.6  |
| 2004-05   | 26   | San Antonio Spurs | NBA  | 7   | 0   | 9.7  | 1.1 | 3.1 | .364 | 0.1 | 1.1 | .125 | 1.1 | 1.4 | .800 | 0.4   | 1.1    | 1.6 | 0.6  | 0.4 | 0.4 | 0.3 | 1.3 | 3.6  |
| Total     |      |                   | NBA  | 294 | 105 | 20.9 | 3.1 | 7.6 | .411 | 0.5 | 1.6 | .317 | 1.5 | 1.9 | .756 | 0.7   | 2.3    | 3.1 | 1.5  | 0.8 | 0.2 | 1.3 | 1.7 | 8.2  |